# Ходжаева, Мавлудахон Исламовна
Мавлудахон Исламовна Ходжаева (узб. Mavludaxon Islomovna Xo‘jayeva; род. 4 октября 1962, Узбекистанский район, Ферганская область, Узбекская ССР, СССР) — узбекский врач-педиатр, депутат Законодательной палаты Олий Мажлиса Республики Узбекистан III и IV созыва. Член Либерально-демократической партии Узбекистана.

## Биография
Мавлудахон Ходжаева родилась 4 октября 1962 года в Узбекистанском районе Ферганской области Узбекской ССР. В 1985 году окончила Среднеазиатский медицинский педиатрический институт (ныне Ташкентский педиатрический медицинский институт) по специальности врач-педиатр.
В 1985 −1989 годах работала врачом-педиатром в Кокандской городской детской больнице, а затем в Доме младенцев города Коканда, позже главным врачом.
С 2000 по 2004 год Мавлудахон Ходжаева занимала должность заместителя хокима города Коканда по вопросам социальной защиты семьи, материнства и детства, а в 2004—2014 годах должность заместителя хокима Ферганской области.
В 2015 году избрана депутатом Законодательной палаты Олий Мажлиса Республики Узбекистан III созыва, а также назначена заместителем председателя комитета по трудовым и социальным вопросам. В 2018 году избрана председателем этого комитета.
С 2018 года на общественных началах работает заместителем председателя исполнительного комитета политического совета Либерально-демократической партии по вопросам женщин.
В 2020 году избрана в Законодательную палату Олий Мажлиса Республики Узбекистан IV созыва.

## Награды
В 2018 году в связи с 27-летием государственной независимости Республики Узбекистан по указу Президента Республики Узбекистан награждена орденом «Дустлик».